# Ypelo
Ypelo est un hameau situé dans la commune néerlandaise de Wierden, dans la province d'Overijssel. En 2006, Ypelo comptait 169 habitants.